# 葛西晴信
葛西晴信（1534年（天文3年）—1597年（庆长2年）），戰國时代到安土桃山时代大名。葛西氏第17代当主，是第15代当主葛西晴胤之子，第16代当主葛西亲信之弟，也是其养子。官位左京大夫。别名信清。

## 生平
元龟2年（1571年）至天正元年（1573年）期間，和伊达氏携手與大崎义隆作战。外交上，永禄12年（1569年）上洛觐见當时的天下人织田信长，得到了所领安堵的保证。然而晴信过于热衷于同大崎氏作战，以至于没有参加天正18年（1590年）丰臣秀吉的小田原征伐，因此被改易。葛西氏也就此灭亡。
晴信之死有诸多说法，但都语焉不详。一说改易后在诸国流浪，最终于庆长2年在加贺去世，享年64岁。另按『葛西真記録』，与秀吉的奥州平定军对抗到底，因为寡不敌众，在寺池城或者佐沼城战死。

## 人物评价
一般被认为是愚蠢的武将，然而实际上在对大崎氏的作战中常常取胜；在外交上也觐见了织田信长，造就了30万石的广大的领国，应该说称得上作为战国武将的器量。但是事实上以晴信为代表的葛西氏历代当主都纠结于族内内紛或者同大崎氏作战，招致了葛西氏的衰退，这也是葛西氏最终灭亡的根本原因。